# 芦之湯村
芦之湯村（あしのゆむら）は、神奈川県の西部、足柄下郡に属していた村。

## 地理
村内を東西に一級国道1号が横断する。一級国道1号の最高標高点が村内に所在する。
- 山:上二子山

## 歴史
- 802年（延暦21年5月19日）-803年（延暦22年5月8日） - 富士山の噴火により、相模国足柄路（足柄峠）が一次閉鎖され、本村域を通る、筥荷（箱根）路が代わりに東海道となった。
その後、足柄峠のルートも再開したため、二つの街道が並存した。
- 1280年（弘安3年） - 行者たちが、信仰的な湯治場として芦之湯温泉を使ったという記録が残る[1]。
- 1604年（慶長9年） - 東海道のルートを、村域を横断していた湯坂道（鎌倉古道。湯坂山-浅間山-鷹ノ巣山-芦之湯-元箱根）から、新たに開通した須雲川沿い（箱根八里、現在の神奈川県道732号湯本元箱根線）へ変更する[2]。
- 1662年（寛文2年） - 勝間田清左衛門が、この地にあった湿地「阿字ヶ池」を干拓・開発。温泉場の歴史が始まる[1][3]。
- 1884年（明治17年） - 箱根駅、元箱根村および芦之湯村が「箱根駅外二ケ村」連合戸長制を敷く[4]。

### 村発足後
- 1889年（明治22年）4月1日 - 町村制の施行により、芦之湯（町や村はつかない）の区域をもって芦之湯村が成立[5]。箱根駅、元箱根村および芦之湯村は、「箱根駅外二ヶ村組合」にて行政を行う[4]。
- 1904年（明治37年） - 宮城野-芦ノ湖畔に人力車道（後の国道1号）が開通する[2]。
- 1920年（大正9年）4月1日 - 現在の国道1号が、一級国道1号に指定される[6]。

- 1954年（昭和29年）1月1日 - 箱根町外二ヶ村組合の箱根町、元箱根村および芦之湯村が合併して、新たに箱根町となる。
- 町村制の下、芦之湯村は非常に規模が小さく、当時の制度による公民が極めて少なかったため（1932年当時の公民は11人）、村会に替えて公民全員による町村総会が設けられていた。町村制下においては唯一の例であり、現行の地方自治法においてもかつて八丈小島にあった東京都宇津木村（現八丈町）に設けられていた1例があるのみである[7]。

## 交通

### 道路
- 一級国道1号 - 現在の国道1号

## 名所・旧跡・観光スポット・祭事・催事
- 芦之湯温泉
- 恩人碑（江戸時代の儒者雨森宗真が建てた碑）

## 出身著名人
- 野村ミチ（横浜YWCA会長、生家:温泉旅館紀伊国屋）